# Championnat de la Barbade de football 2017
Navigation
Saison précédente Saison suivante
La saison 2017 du Championnat de la Barbade de football est la cinquantième édition de la Premier League, le championnat national à la Barbade. Les dix équipes engagées sont regroupées au sein d'une poule unique où elles s'affrontent à deux reprises. En fin de saison, afin de permettre l'extension du championnat à douze équipes, les deux derniers du classement disputent une poule de promotion-relégation face aux 3e et 4e de Division 1.
C'est le club de Weymouth Wales FC qui remporte la compétition cette saison après avoir terminé en tête du classement final, avec cinq points d'avance sur Barbados Defence Force SC. Il s’agit du seizième titre de champion de la Barbade de l'histoire du club, qui réalise le doublé en s'imposant face à Paradise FC en finale de la Coupe de la Barbade.
Pour la première fois depuis 2003 et à la suite de la réforme de la compétition, la fédération de la Barbade peut aligner une équipe en Championnat des clubs caribéens de la CONCACAF.

## Les clubs participants
- Rendezvous FC
- Notre Dame SC
- Belfield FC
- Ellerton FC - Promu de Division 1
- Barbados Defence Force SC
- Paradise Football Club
- Brittons Hill FC
- University of the West Indies FC
- Weymouth Wales FC
- Waterford Compton FC - Promu de Division 1

## Compétition
Le barème de points servant à établir le classement se décompose ainsi :
- Victoire : 3 points
- Match nul : 1 point
- Défaite : 0 point

### Classement
| Rang | Équipe                            | Pts | J  | G  | N | P  | Bp | Bc | Diff |
| ---- | --------------------------------- | --- | -- | -- | - | -- | -- | -- | ---- |
| 1    | Weymouth Wales FCC                | 43  | 18 | 13 | 4 | 1  | 51 | 13 | +38  |
| 2    | Barbados Defence Force SC         | 38  | 18 | 11 | 5 | 2  | 46 | 21 | +25  |
| 3    | Rendezvous FC                     | 34  | 18 | 10 | 4 | 4  | 44 | 29 | +15  |
| 4    | Paradise Football Club            | 30  | 18 | 9  | 3 | 6  | 28 | 17 | +11  |
| 5    | Notre Dame SC                     | 29  | 18 | 8  | 5 | 5  | 29 | 29 | 0    |
| 6    | University of the West Indies FCT | 24  | 18 | 6  | 6 | 6  | 33 | 23 | +10  |
| 7    | Ellerton FCP                      | 20  | 18 | 5  | 5 | 8  | 22 | 35 | -13  |
| 8    | Brittons Hill FC                  | 12  | 18 | 2  | 6 | 10 | 16 | 31 | -15  |
| 9    | Waterford Compton FCP             | 11  | 18 | 3  | 2 | 13 | 18 | 69 | -51  |
| 10   | Belfield FC                       | 8   | 18 | 2  | 2 | 14 | 21 | 41 | -20  |

|  | Qualification pour le Championnat des clubs caribéens de la CONCACAF 2018           |
|  | Participation au barrage de promotion-relégation                                    |
|  | T : Tenant du titre C : Vainqueur de la Coupe de la Barbade P : Promu de Division 1 |

### Poule de promotion-relégation
Les quatre équipes participantes (les deux derniers de Premier League et les 3e et 4e de Division 1) sont réunies au sein d'une poule unique où ils affrontent les deux formations issues de l'autre division que la leur. Les deux premiers à l'issue de ces rencontres sont promus ou se maintiennent parmi l'élite.
| Rang | Équipe               | Pts | J | G | N | P | Bp | Bc | Diff |  | Résultats (▼ dom., ► ext.) | Wat | SSa | Bel | YMi |
| ---- | -------------------- | --- | - | - | - | - | -- | -- | ---- |  | -------------------------- | --- | --- | --- | --- |
| 1    | Waterford Compton FC | 4   | 2 | 1 | 1 | 0 | 5  | 3  | +2   |  | Waterford Compton FC       |     | 2-2 |     |     |
| 2    | Silver Sands (D2)    | 4   | 2 | 1 | 1 | 0 | 4  | 3  | +1   |  | Silver Sands (D2)          |     |     | 2-1 |     |
| 3    | Belfield FC          | 3   | 2 | 1 | 0 | 1 | 3  | 2  | +1   |  | Belfield FC                |     |     |     | 2-0 |
| 4    | Youth Milan FC (D2)  | 0   | 2 | 0 | 0 | 2 | 1  | 5  | -4   |  | Youth Milan FC (D2)        | 1-3 |     |     |     |

## Bilan de la saison
| Championnat de la Barbade de football 2017          |                               |
| Champion                                            | Weymouth Wales FC (16e titre) |
| Coupes et trophées                                  |                               |
| Vainqueur de la Coupe de la Barbade 2017            | Weymouth Wales FC             |
| Qualifications continentales                        |                               |
| Championnat des clubs caribéens de la CONCACAF 2018 | Weymouth Wales FC             |
| Promotions et relégations                           |                               |
| Promus en Premier League                            | Empire FC                     |
| Promus en Premier League                            | Porey Springs FC              |
| Promus en Premier League                            | Silver Sands                  |
| Relégués en Division 1                              | Belfield FC                   |